# Naturschutzgebiet Wahner Heide (GL)
Das rund 665 ha große Naturschutzgebiet Wahner Heide (GL) mit der Kennung GL-001 umfasst den im Rheinisch-Bergischen Kreis gelegenen Teil der Wahner Heide und erstreckt sich südwestlich der Stadt Rösrath im Rheinisch-Bergischen Kreis.
Die Autobahn A3 (E35) bildet die Grenze nach Norden und Osten. Südlich grenzt auf dem Stadtgebiet von Troisdorf im Rhein-Sieg-Kreis das 2010 ha große Naturschutzgebiet Wahner Heide im Rhein-Sieg-Kreis mit der Kennung SU-003 an und westlich auf Kölner Stadtgebiet das rund 769 ha große Naturschutzgebiet Wahner Heide (K) mit der Kennung K-001 an. Alle drei Gebiete sind zusammengefasst in dem 2885 ha großen FFH-Gebiet Wahner Heide und somit in das Natura 2000-Biotopverbundnetz einbezogen. Zudem erfolgte eine Meldung an die EU als „Vogelschutzgebiet Wahner Heide“ (Kennung Natura 2000-Nr. DE-5108-401) in einer Größe von 3039 ha.

## Zielsetzungen
Die Schutzausweisung erfolgt zur Erhaltung und Entwicklung des gesamten Gebietes mit seinen zahlreichen natürlichen Lebensräumen wie Heiden, Moore, Seen, Eichen- und Buchenwälder, Auen- und Moorwälder sowie Glatthaferwiesen.
Im Einzelnen sollen  die nach § 62 LG NW geschützten Biotope gesichert und erhalten werden: Auenwälder, Bruch- und Sumpfwälder, Fließgewässer, Magerwiesen und -weiden, Moore, Nass- und Feuchtgrünland, Quellbereiche, Stillgewässer, Trocken- und Halbtrockenrasen.
Von überregionalem Interesse ist die Erhaltung folgender Lebensräume nach FFH-Richtlinie der EU:
- Feuchte Heidegebiete mit Glockenheide,
- Feuchte Hochstaudenfluren,
- Übergangs- und Schwingrasenmoore im Teilraum Herfeld,
- Moorschlenken-Pioniergesellschaften im Teilraum Herfeld,
- Alte bodensaure Eichenwälder auf Sandebenen,
- Erlen-Eschen- und Weichholz-Auenwälder (Prioritärer Lebensraum)
- Natürliche eutrophe Seen und Altarme,
- Glatthafer- und Wiesenknopf-/Silgenwiesen – Bereiche der Panzerpiste,
- Hainsimsen-Buchenwald und
- Moorwälder (Prioritärer Lebensraum).

Die Lebensräume sollen hinsichtlich ihrer Verbindungen zum Königsforst und Bergischen Land nicht weiter zerschnitten werden.
Der Erhalt der Lebensräume ist insbesondere für folgende Tierarten laut FFH- und Vogelschutzrichtlinie wichtig und von überregionaler Bedeutung:
Ziegenmelker, Heidelerche, Mittelspecht, Wendehals, Neuntöter, Schwarzkehlchen, Grauspecht, Pirol, Raubwürger, Wiesenpieper, Schwarzspecht, Nachtigall, Wespenbussard, Bekassine, Kammmolch und Gelbbauchunke.
Neben der Erhaltung und Sicherung kommt auch der Förderung und Wiederherstellung der oben genannten Lebensräume für die Biodiversität eine enorme Bedeutung zu.

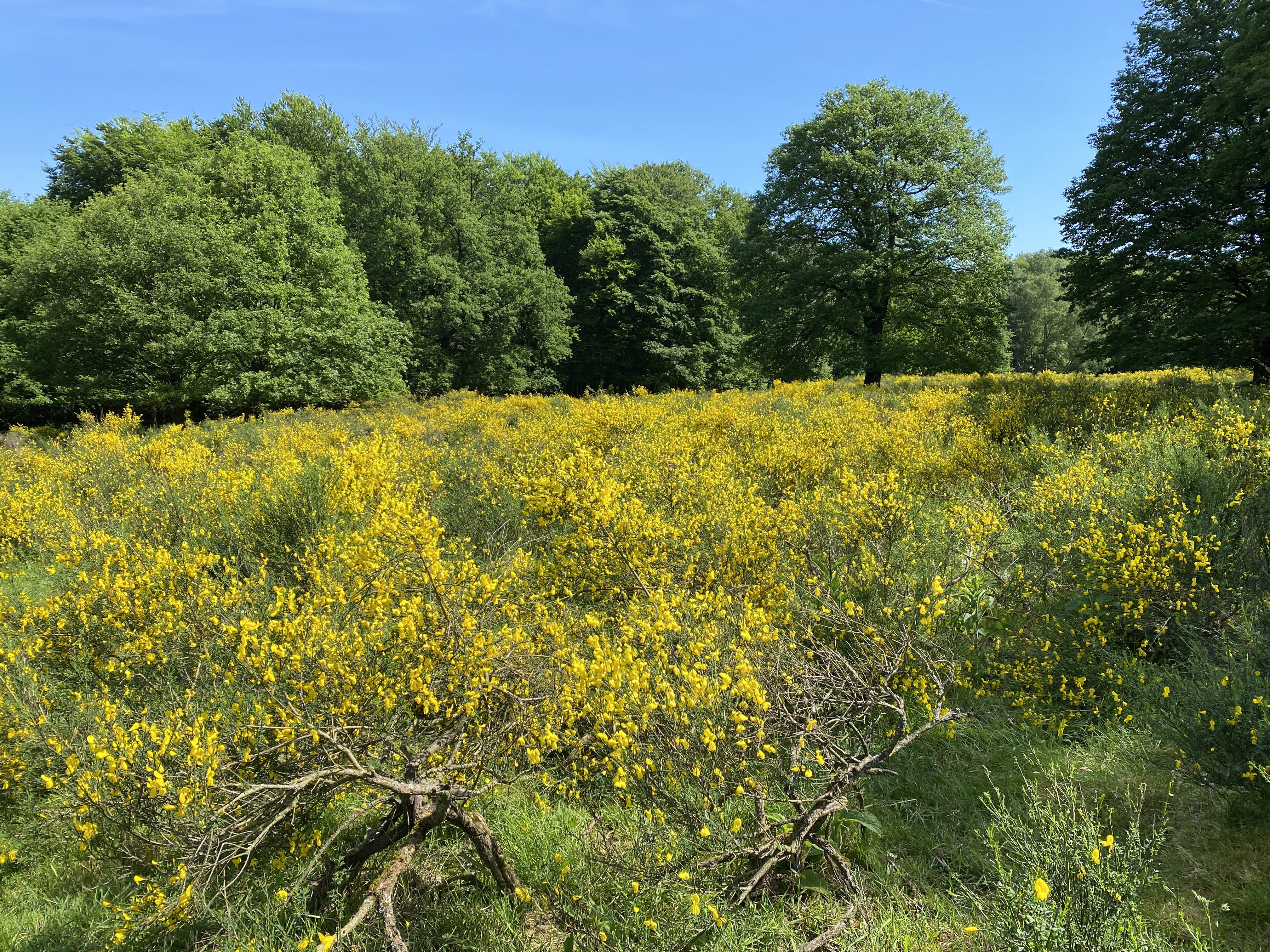
Ginsterblüte „An der Hasbacher Wiese“
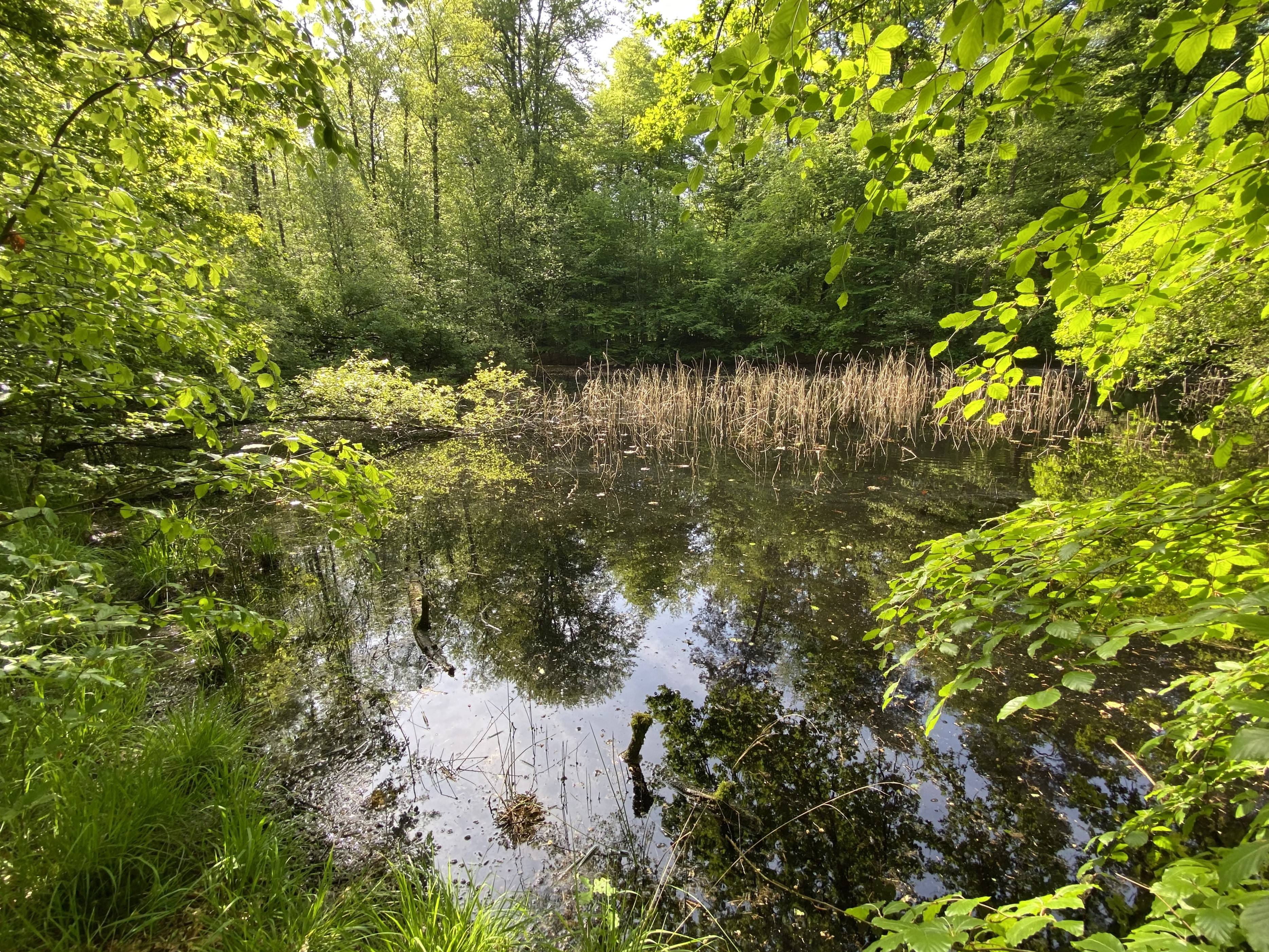
Waldteich Auf der Maar
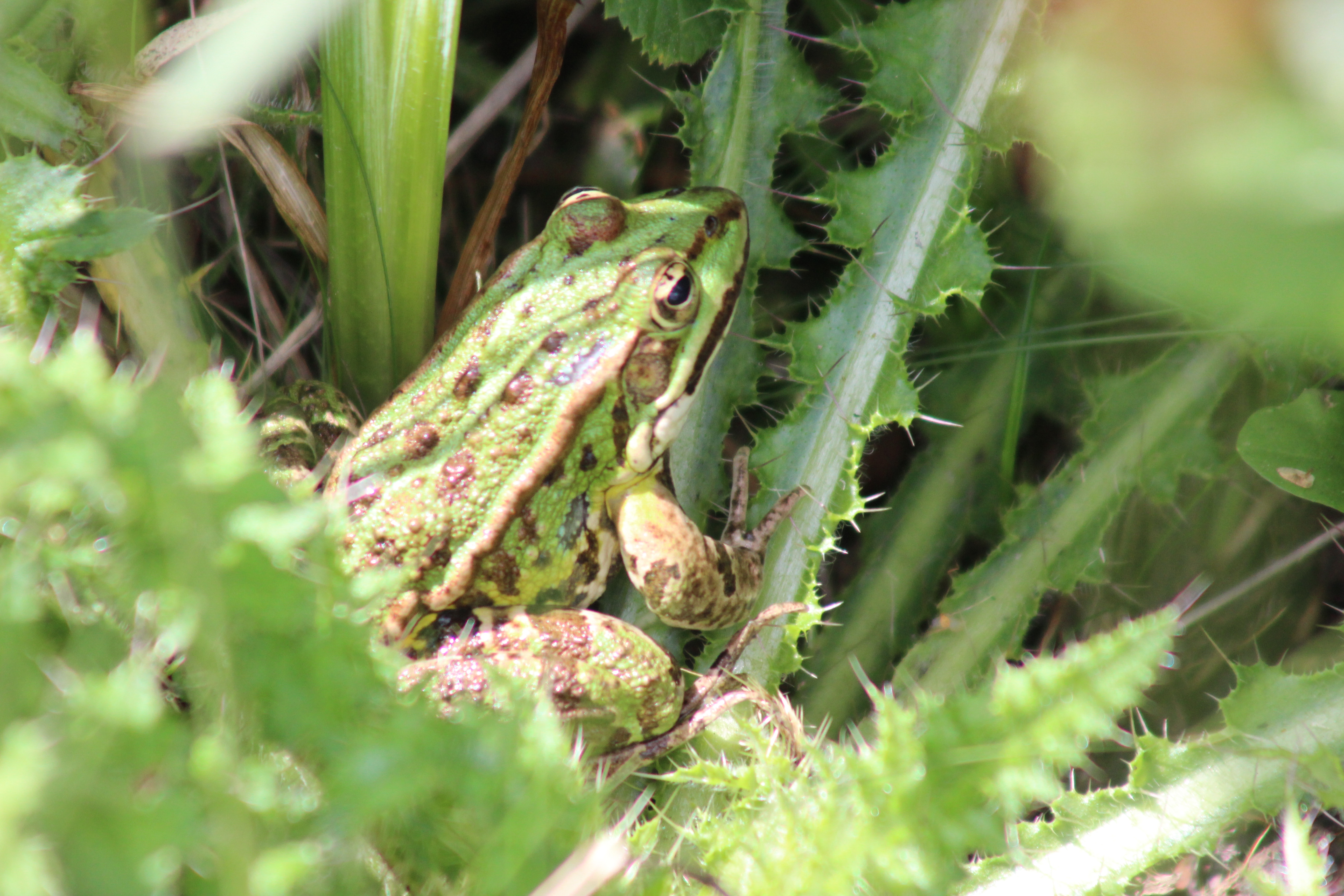
Teichfrosch im NSG
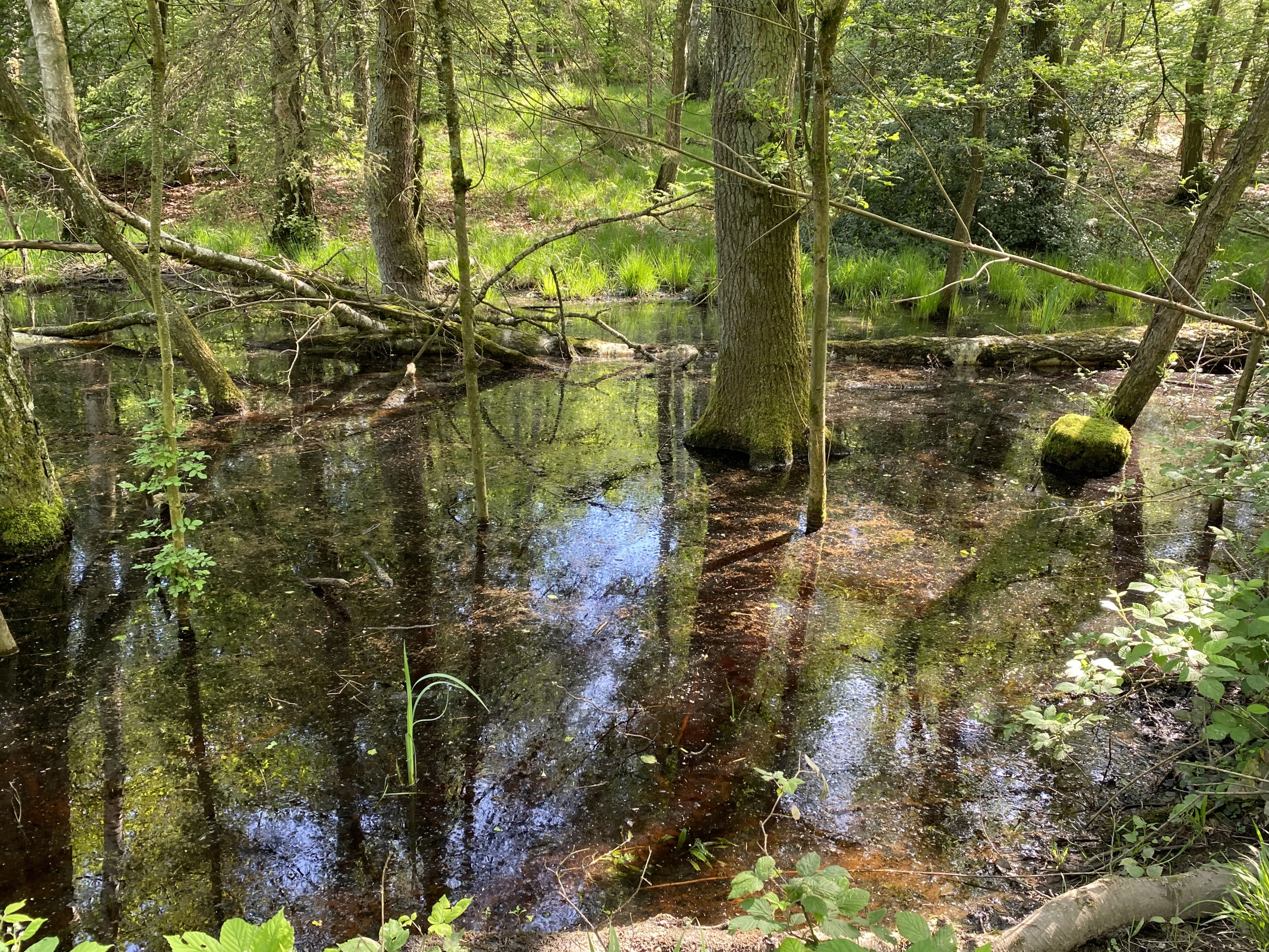
Sumpfwald am November-Weg
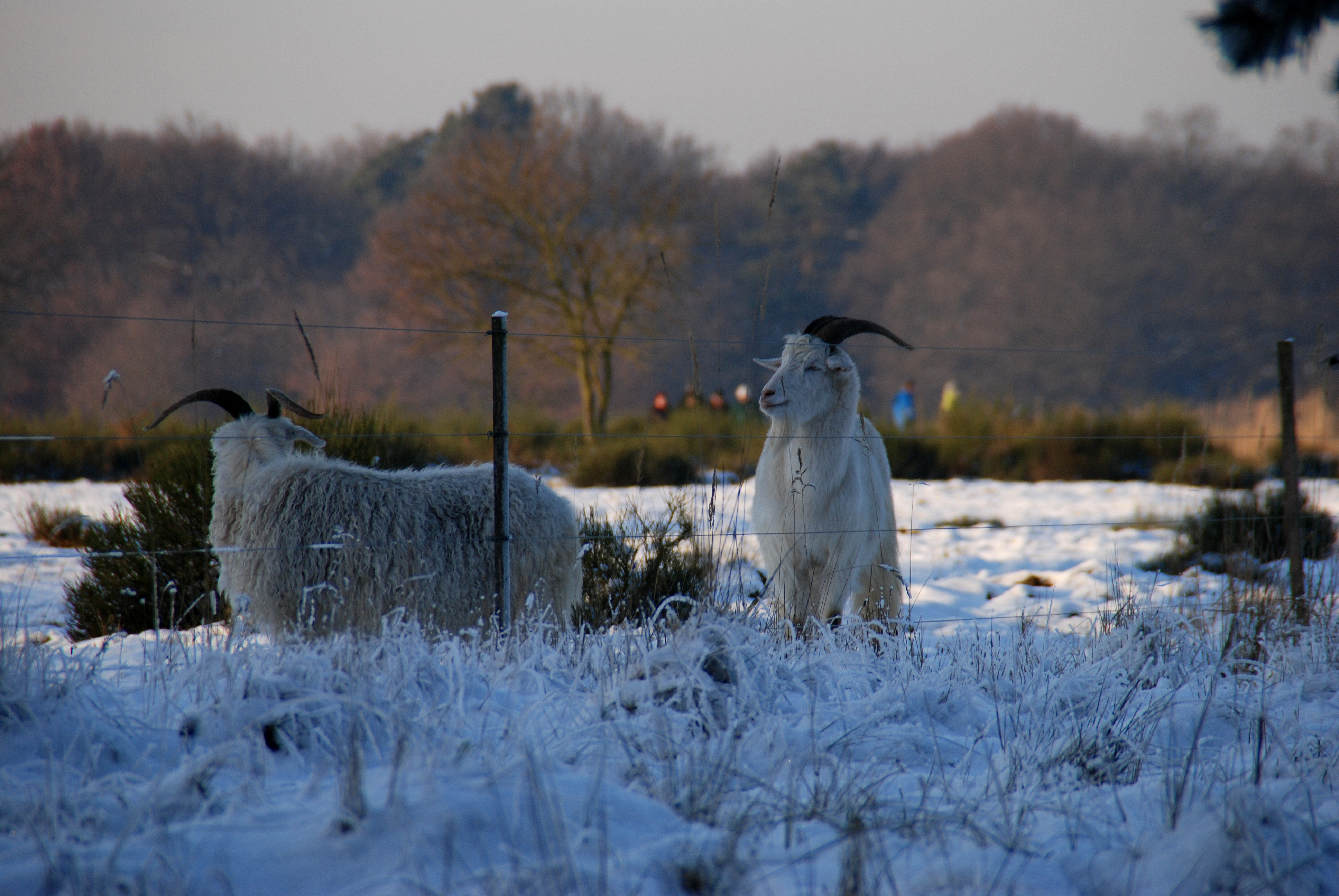
Ziegen Am Geisterbusch
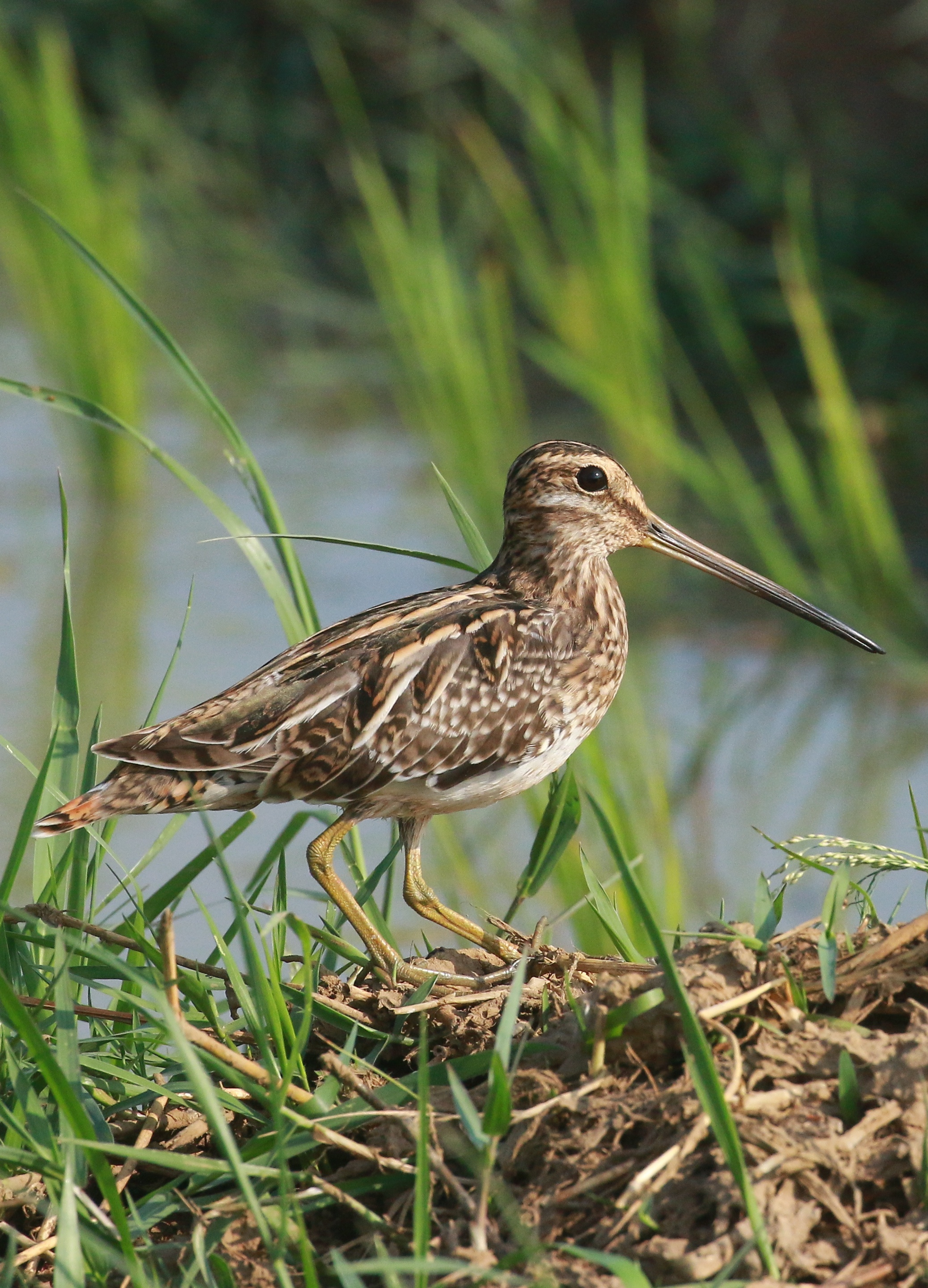
Die vom Aussterben bedrohte Bekassine braucht Feuchtwiesen u. Hochmoore
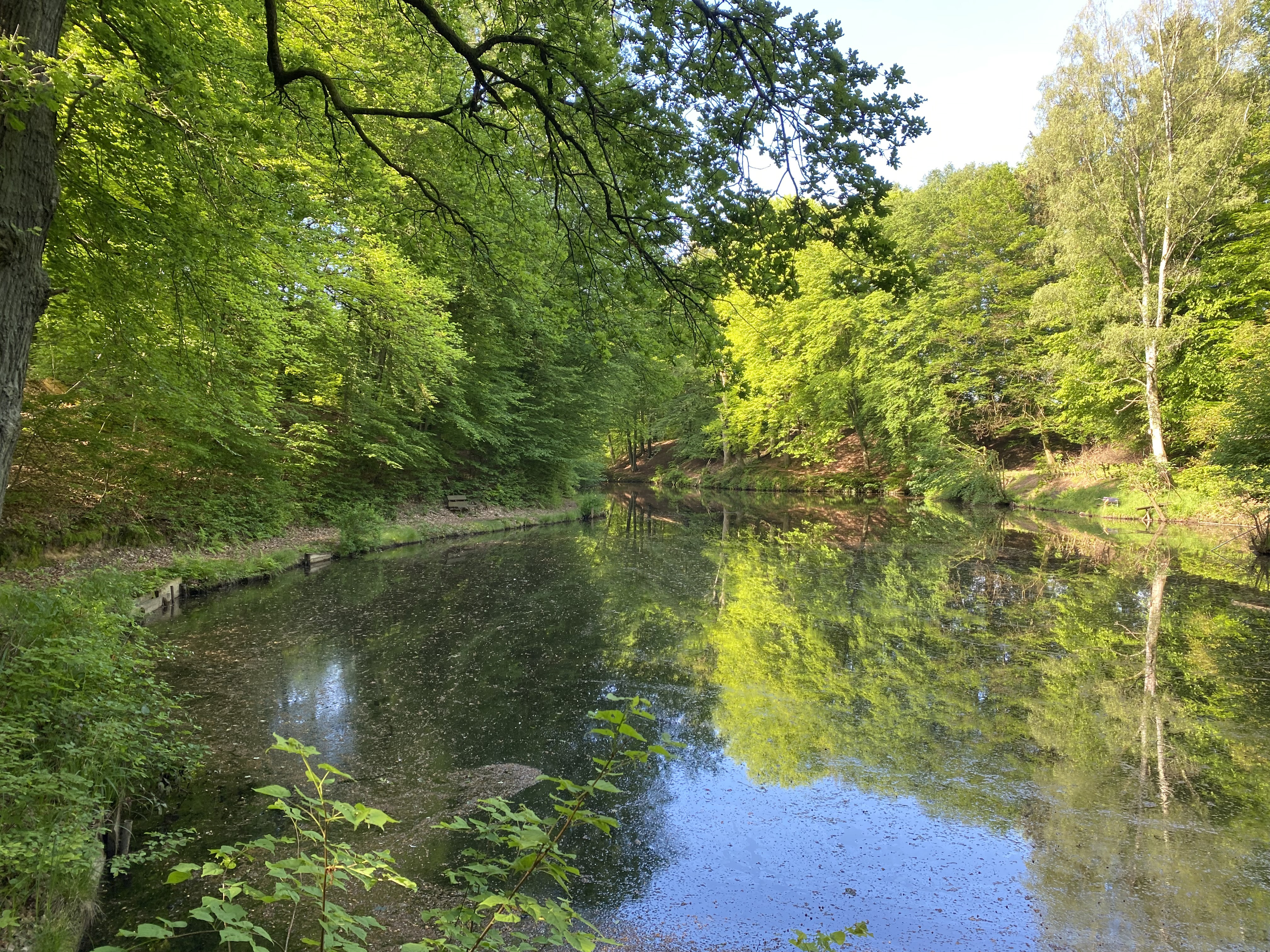
Teichanlagen östlich Schefferei
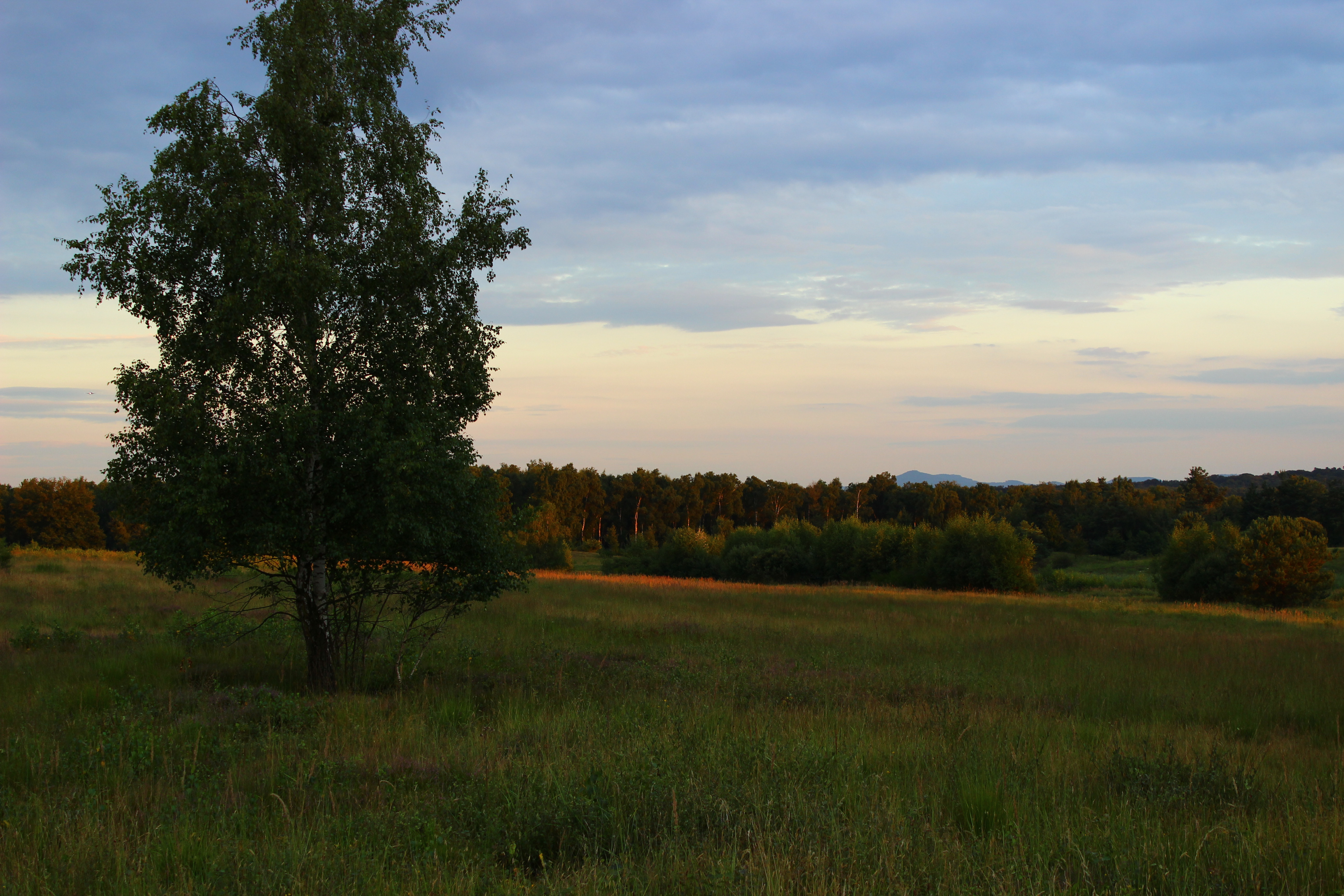
Abendstimmung in der Wahner Heide